# Топ (шлем)

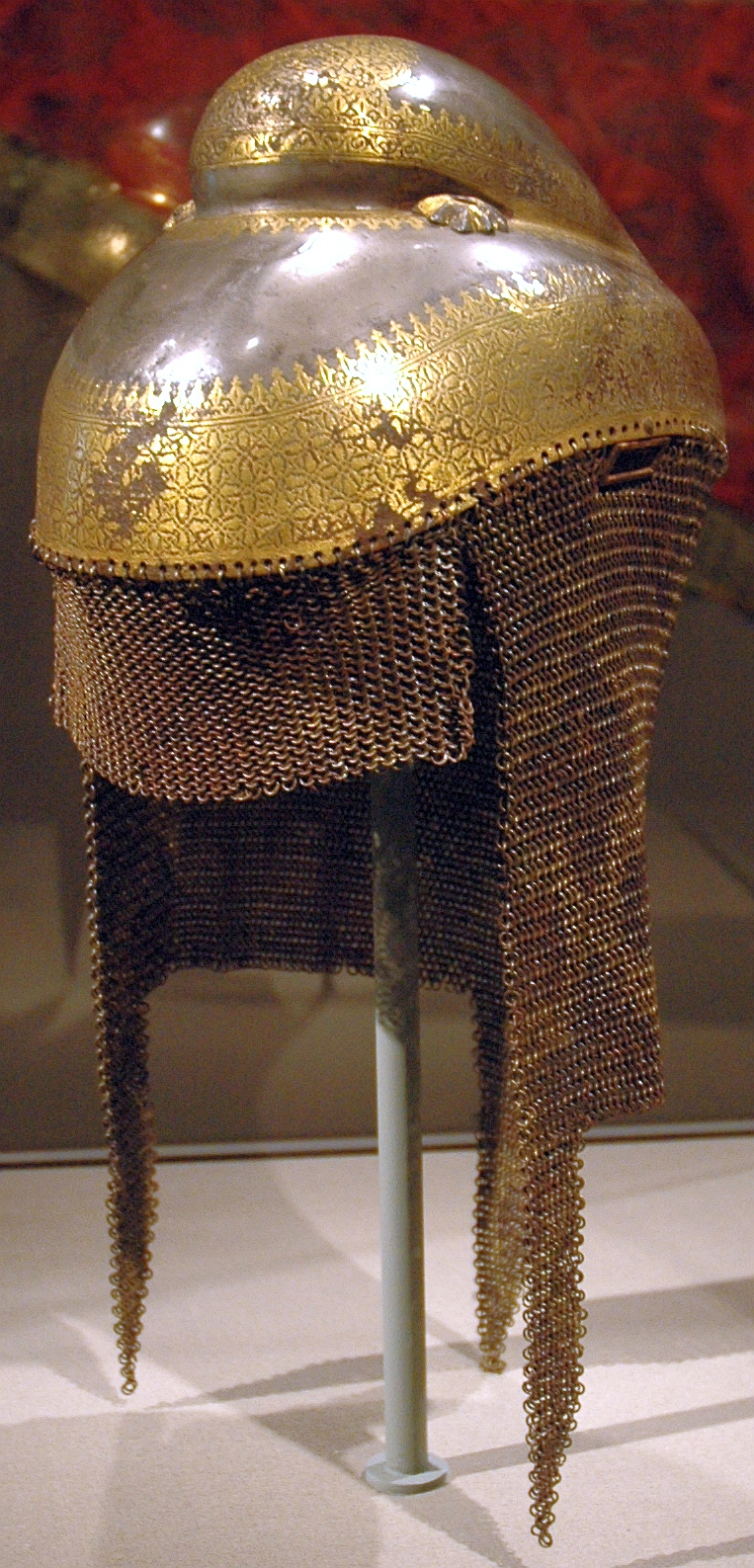
Топ сикхского типа, Лахор, конец XVIII века.

Топ — общее название для шлемов, применявшихся в Индии.
Как свидетельствуют изобразительные источники, в Индии доспехи и шлемы не имели хождения до XIV—XV веков, а для защиты головы использовались тюрбаны. Металлические доспехи получили распространение в период Великих Моголов. Наиболее ранние сохранившиеся образцы индийского защитного вооружения датируются XVI веком. Они создавались под сильным центральноазиатским, и особенно — иранским влиянием.
Ранние шлемы делались в виде невысоких шишаков полусферической формы, которые могли снабжаться наушами, бармицей, скользящим наносником. Сохранился шлем XVI—XVII века, по венцу которого — широкая, украшенная чеканным орнаментом, полоса, а на макушке — коническая, также украшенная пластина, увенчанная навершием. Шлем снабжён наушами. Один из индийских шлемов XVII века, хранящийся в Британском музее, с невысокой заострённой тульёй, верх которой загнут назад. К тулье сзади приклёпан небольшой назатыльник, а спереди — козырёк, через который проходит широкий наносник, нижняя часть которого, для защиты лица, выполнена в форме трезубца. Другой, схожий шлем конца XVII — начала XVIII из музея Метрополитен — с чеканным куполом и козырьком, назатыльник и науши к тулье крепятся шарнирно. Наносник расширяется книзу наподобие Месяца, направленного углами вверх. С иранским влиянием связано и появление в XVII веке конических шлемов средней высоты, которые могли снабжаться бармицей и узким наносником.
В Индии до XIX века имели распространение шлемы типа кулах-худ, а также мисюрковидные шлемы. В частности, похожие на мисюрки шлемы сикхского типа, применявшиеся в XVIII—XIX веках, отличались необычной формой - они имели сверху выступ, который был связан с традицией сикхов собирать длинные волосы на макушке в пучок. В XIX веке продолжали применяться шлемы в форме шишаков — один из таких, с достаточно глубоким куполом, снабжён длинной бармицей и откидным прорезным щитком для защиты лица. Сохранилось два необычных шлема конца XVIII—XIX века, сделанных в виде металлического каркаса.
Другим типом были шлемы кольчато-пластинчатой конструкции. Они носились поверх стёганных шапок. В одном из вариантов шлем состоял из трёх пластин: две верхние изогнутые пластины образовывали купол, а к нижней крепилась бармица. В другом варианте купол подобного шлема состоял из нескольких согнутых прямоугольных вертикальных пластин, соединённых кольчужным полотном. В третьем варианте тулья была сформирована из множества узких горизонтальных пластин, соединённых внахлёст и иногда располагавшихся в несколько рядов. На макушке располагался круглый металлический диск. Кольчужное полотно закрывало шею, а иногда — и плечи. Подобные шлемы могли снабжаться наносником и украшаться плюмажами. Сохранилось несколько кольчато-пластинчатых шлемов XVII—XIX веков.
Иногда применялась простая кольчужная накидка, носившаяся поверх тюрбана и защищавшая голову, шею и плечи. Сохранилось одно из подобных наголовий XVIII века, происходящее из Лахора.
Отличительной особенностью индийских наносников был способ их фиксации в поднятом виде — не с помощью винта, что типично для скользящих наносников, а с помощью петли и крючка, расположенного в его нижней части. Шлемы крепились к голове при помощи двух подбородочных шнуров, которые могли украшаться кистями. Сами шлемы иногда украшались плюмажами из перьев — обычно чёрной цапли, иногда использовались и белые перья, крепившиеся к стержням. Дополнительно плюмажи снабжались золотым и серебряным позументом.